# Cicurina wiltoni
Cicurina wiltoni là một loài nhện trong họ Dictynidae.
Loài này thuộc chi Cicurina. Cicurina wiltoni được Willis J. Gertsch miêu tả năm 1992.